# Oviraptoridi
Oviraptoridi (Oviraptoridae) bili su grupa pticama sličnih biljožderih i svežderih maniraptora. Oviraptoride je karakterizirao njihov bezubi kljun kao kod papagaja i, u nekim slučajevima, istaknute krijeste. Uglavnom su bili maleni, u većini slučajeva između jednog i dva metra dužine, iako su neki oviraptoridi možda bili didvovske veličine. Gotovo svi su pronađeni u pustinji Gobi u Mongoliji i u sjeverozapadnoj Kini. Prvi oviraptoridi su se pojavili prije 84 milijuna godina. Posljednji poznati pripadnici živjeli su prije 70 milijuna godina.

## Opis
Najupadljivija osobina pripadnika ove gurpe je struktura lubanje. Oviraptoridi su imali kratke njuške i vrlo duboke čeljusti. Neki rodovi (Oviraptor, Citipati, Rinchenia) su imali krijestu kao današnji kazuari. U ostale prepoznatljive osobine spadaju i vrlo visoko postavljene nosnice, izuzetno tanka koštana ploča ispod oka i kosti lubanje ekstenzivno popunjene zrakom. Kao i njihovi srodnici Caenagnathidae, oni nisu imali zube u čeljustima, već su umjesto toga imali dvije malene koštane izbočine na vrhu vilice.

## Klasifikacija i vrste
- Oviraptoridae
  - Banji long, primitivni oblik poznat od donje čeljusti, zdjelice i dijelova zadnjih udova. Formacija Mangchuan, Kina.
  - ?Gigantoraptor erlianensis, najveći oviraptorid, dužine 8 metara. Moguće pripadnik Caenagnathidae.[1] Formacija Nemegt, Mongolija
  - Luoyanggia liudianensis, primitivni oblik poznat od donje čeljusti, zdjelice i dijelova zadnjih udova. Formcija Mangchuan, Kina.[2]
  - Oviraptorinae
    - Citipati osmolskae, nazvan prema nekoliko poznatih primjeraka, uključujući i odrasle tijekom gniježđenja, jaja i embrije. Imao je krijestu smještenu sprijeda i živio je u isto vrijeme i na istom mjestu kao i Oviraptor.[3] Formacija Djadochta, Mongolija.
    - Citipati sp., primjerak probno pridružen rodu Citipati, pronađen 1980-ih i prvobitno smatran vrstom Oviraptora. Imao je krijestu smještenu sprijeda kao kazuar.[3] Formacija Djadochta, Mongolija.
    - Oviraptor philoceratops, iz perioda kasne krede, Mongolija. Pronađen 1924. godine, imao je dužu njušku i naizgled ekstenzivnu krijestu na glavi. Većina njegovih ilustracjia se zapravo bazira na Citipati sp. Formacija Djadochta, Mongolija.
    - Rinchenia mongoliensis se prvobitno nazivala Oviraptor mongoliensis. Imala je vrlo visoku krijestu na sredini glave i također potiče i perioda kasne krede. Formacija Nemegt, Mongolija.

  - "Ingeniinae"
    - Conchoraptor gracilis je maleni oblik bez krijeste i s pokretljivim drugim prstom. Priključeni su mu mnogi primjerci, ali nije bilo detaljnih istraživanja koja bi točno pokazala koji su ispravno priključeni. Formacija Barun Goyot, Mongolija.
    - Heyuannia huangi je prvi nazvani oviraptorid iz Kine i vrlo sliči rodu Ingenia, ali se razlikuje po većem broju zdjeličnih kralježaka i prvim prstom koji je spojen s ručnim zglobom. Formacija Dalangshan, Kina.
    - "Ingenia" yanshini, također joj je pripojeno mnogo materijala, koji joj vjerojatno ne pripada. Naziv je bio kontemporaran s Conchoraptor, pa treba još rada kako bi se njihovi ostaci probrali jedni od drugih. Ruku "Ingeniae" karakterizira vrlo velik prvi prst i skraćeni drugi i treći prst. Naziv "Ingenia" je već zauzet, pa će se promijeniti u bliskoj budućnosti. Formacija Barun Goyot, Mongolija.
    - Khaan mckennai je još jedan takson koji je veoma sličan Conchoraptoru, ali ima skraćen treći prst. Živio je kada i Citipati. Formacija Djadochta, Mongolija.
    - Machairasaurus leptonychus je ingeniin poznat samo od ostataka šake i nepotpunih ostataka ruke, čije malene pandže ukazuju na biljožderstvo.[1] Formacija Barun Goyot, Mongolija.
    - Nemegtomaia barsboldi, isprva nazvana Nemegtia i jednom je bila pripojena rodu "Ingenia", poznata iz savršeno očuvanih ostataka lubanje. Formacija Nemegt, Mongolija.

U ostale moguće oviraptoride spadaju i Nomingia gobienisis, Shixinggia oblita i primitivni Microvenator celer. Za svo troje se smatralo da su oviraptoridi, pripadnici Caenagnathidae ili primitivniji od ovo dvoje. Neki primitivni pripadnici Caenagnathidae, uključujući i Chirostenotesa, Elmisaurusa i Hagryphusa, se smatraju mogućim oviraptoridima bliskijima Oviraptoru nego Caenagnathusu.

## Ponašanje

### Stanište
Gotovo svi oviraptoridi pronađeni su u pustinji Gobi. Čak i tijekom perioda kasne krede, većina ovog područja bilo je pustinjsko, ili barem vrlo suho, stanište. Na mnogim lokacijama na kojima su pronađeni, oviraptoridi su među najbrojnijim dinosaurima, poslije ankilosaurida i protoceratopsida. Ovo se poklapa s idejom da su oni bili uglavnom biljožderi, kojih je inače više nego mesoždera u nekom datom saništu. Oviraptoridi su, izgleda, bili mnogo brojniji u suhim staništima u kojima su dominirali maleni dinosauri (npr. formacije Barun Goyot i Djadochta) nego u vlažnijim s većim dinosaurima (npr. formacija Nemegt). Isto važi i za protoceratopside, što znači da su obje grupe preferirale suho stanište poput pustinja i da su se uglavnom hranile žilavim biljkama koje inače rastu u područjima s takvom klimom.

### Ishrana
Ishrana oviraptorida još uvijek nije u potpunosti shvaćena. Iako izgleda da su neki bili barem djelomično mesožderi, vjerojatno su bili pretežno biljožderi.
U početku se smatralo da su oviraptoridi bili specijalizirani pljačkaši gnijezda, na osnovu mongolskog fosila s Oviraptorom na vrhu gnijezda za koje se smatralo da je pripadalo Protoceratopsu. Međutim, otkrića u 1990-im, uključujući i primjerke Citipatija koji jasno leže na istom tipu gnijezda, kao i embrija Citipatija u istim tipovima jaja u ovim gnijezdima, pokazuju da je ideja "specijaliziranog kradljivca jaja" bila netočna. Ipak, neki znanstvenici su predložili da su se oviraptoridi hranili hranom s nekim oblikom oklopa, npr. školjkama ili jajima. Međutim, životinje specijalizirane za ishranu tako tvrdim stvarima obično imaju vrlo širok kljun ili zube za lomljenje. Za razliku od toga, oviraptoridi su imali tanke i oštre rubove kljuna nepodobne za lomljenje. Među svim poznatim životinjama, kljunovi oviraptorida najviše podsjećaju na one kod biljoždernih sinapsida. Njihov kljun također sliči onome kod biljoždernih papiga i kornjača.
Dokazi za mesožderstvo kod nekih oviraptorida dolazi od skeleta guštera očuvanog u stomaku tipičnog primjerka Oviraptora i lubanja dva tek izlegla Byronosaurusa u gnijezdu Citipatija. Neki znanstvenici su također predložili da su neki oviraptoridi (posebno oni s malenim rukama i pandžama) uglavnom jeli biljke.

### Razmnožavanje
Iako se fosilizirana jaja dinosaura uglavnom rijetko nalaze, to nije slučaj i s jajima oviraptorida. Pronađeno je nekoliko gnijezda, jaja i embrija oviraptorida, uglavnom iz pustinje Gobi. Pronađeni su i neki primjerci Oviraptor philoceratops i Citipati osmolskae u poziciji ležanja na jajima. Opisani 1999. godine, svi ovi primjerci nalazili su se na jajima, s udovima simetrično raširenim sa svake strane gnijezda, a prednjim udovima pokrivali su vanjski rub gnijezda. Ova pozicija ležanja na jajima danas se može naći samo kod ptica i podržava vezu u ponašanju između ptica i teropoda.
Jaja oviraptorida izduženog su ovalnog oblika i teksturom i strukturom ljuske podsjećaju na jaja nojevki. Jaja su u gnijezdu poredana simetrično dvoje po dvoje u do tri koncentrična kruga, a kod nekih vrsta jedno leglo imalo je do 22 jaja. Jaja Citipatija su među najvećim poznatim jajima oviraptorida, dužine 18 cm. Za razliku od njih, jaja Oviraptora su dugačka samo 14 cm.
Ironično, prva asocijacija s jajima oviraptoridima je i dala naziv (koji znači "kradljivac jaja"). Prva pronađena jaja oviraptorida (roda Oviraptor) pronađena su u blizini ostataka dinosaura Protoceratopsa, pa se pretpostavljalo da su se oni hranili jajima Protoceratopsa. Ta greška je ispravljena tek 1993. godine, kada je embrij Citipatija pronađen u jajetu sličnom onima koja su bila priključena Protoceratopsu. Norell et al., koji su prepoznali embrij kao oviraptoridski, priključili su ga rodu Citipati. Jaje s embrijem bilo je manje od većine poznatih jaja tog roda, dužine samo 12 cm, ali bilo je djelomično erodirano pa je tačna procjena veličine bila teška. Jaje s embrijem je u drugim pogledima bilo identično jajima drugih oviraptorida, a uz to je pronađeno u izoliranom gnijezdu s jajima poredanim u krugovima.
Primjerak oviraptosaura pronađen 2005. godine u Kini u imao je u sebi dva nesnesena jaja. To znači da, za razliku od današnjih krokodila, oviraptoridi nisu nosili mnogo jaja odjednom. Umjesto toga, jaja su stvarana u reproduktivnim organima u parovima i snošena dva po dva; majka bi bila pozicionirana u centru gnijezda i okretala bi se u krug dok ne bi snjela svaki par. Ovakvo ponašanje podržava činjenica da su jaja bila ovalnog oblika, s jednim užim krajem (onim koji je zadnji izašao iz rodnice) i da su sva jaja užim krajem bila okrenuta prema centru gnijezda.
Prisustvo dva jaja s ljuskom u rodnici pokazuje da su oviraptoridi bili napola između reproduktivnog ponašanja krokodila i današnjih ptica. Kao i krokodili, imali su dva ovidukta. Međutim, krokodili stvaraju više jaja s ljuskom u isto vrijeme, dok su oviraptoridi, kao i ptice, stvarali samo jedno jaje po oviduktu odjenom.

### Perje
Oviraptoridi su vjerojatno imali perje, jer njihovi bliski srodnici jesu (Caudipteryx i moguće Protarchaeopteryx). Još jedno otkriće koje ukazuje na to je otkriće trtice kod roda Nomingia, zato što ona kod ptica služi kao osnova repnog perja. Konačno, pozicija ruku kod primjeraka Citipatija pri gniježđenju bio bi mnogo efikasniji ako bi postojala krila za zaštitu jaja od sunca njihovim prekrivanjem.